# Heike Hartwig
Heike Hartwig (República Democrática Alemana, 30 de diciembre de 1962) es una atleta alemana retirada especializada en la prueba de lanzamiento de peso, en la que consiguió ser subcampeona europea en pista cubierta en 1989.

## Carrera deportiva
En el Campeonato Europeo de Atletismo en Pista Cubierta de 1989 ganó la medalla de plata en el lanzamiento de peso, llegando hasta los 20.03 metros, tras la también alemana  Stephanie Storp  (oro con 20.30 metros) y por delante de otra alemana Iris Plotzitzka.